# Lojban

Logo języka lojban

Lojban (IPA: [ˈloʒban]), po polsku określany także jako lożban – aprioryczny język sztuczny o składni opartej na zasadach logiki formalnej.
Lojban został stworzony przez Grupę ds. Języka Logicznego (Logical Language Group, LLG; lojb. la lojbangirz) w 1987 r. na podstawie wcześniej istniejącego języka logicznego — loglanu. Przyczyną stworzenia odrębnego języka logicznego była niekompletność loglanu i objęcie go prawami autorskimi, co nakładało ograniczenia na jego używanie. Lojban jest kompletnym językiem, a jego reguły są wolno dostępne jako domena publiczna.
Za pomocą lojbanu można jednoznacznie i precyzyjnie wyrażać nawet bardzo złożone konstrukcje logiczne — nie ma możliwości skonstruowania zdania niejednoznacznego pod względem gramatycznym. Ortografia i gramatyka lojbanu jest regularna, nie istnieją wyjątki, dzięki czemu tekst w tym języku można łatwo przetwarzać komputerowo.

## Społeczność lojbanu
Lożbanistan to określenie internetowej społeczności osób, które posługują się lożbanem lub uczą się go. Pierwotnie było ono żartobliwym określeniem wyimaginowanej krainy zamieszkanej przez użytkowników lojbanu. Społeczność lojbanu jest rozproszona po Internecie.

## Pisownia i fonetyka
Alfabet lojbański składa się z 26 liter: 23 liter alfabetu łacińskiego (bez h, q i w) oraz 3 dodatkowych liter (oznaczanych przez apostrof, przecinek i kropkę).
' , . a b c d e f g i j k l m n o p r s t u v x y z
Wymowa liter jest zwykle podobna do wymowy polskiej; wyjątki:
- c wymawia się jak polskie sz
- j jak ż
- x jak ch
- v jak polskie w
- y oznacza szwę
- apostrof wymawiany jest jak h
- kropka oznacza pauzę lub zwarcie krtaniowe
- przecinek wykorzystywany jest do rozdzielania sylab w niektórych wyrazach.

i oraz u mogą też odpowiadać polskim j oraz ł.
Wielkie litery są wykorzystywane jedynie w nazwach, do zaznaczenia akcentu wyrazowego innego niż paroksytoniczny (który jest domyślnie używany w lojbanie).

## Słownictwo
W lojbanie nie ma podziału na tradycyjnie wyróżniane części mowy (rzeczowniki, czasowniki itd.). Wyrazy klasyfikuje się tu w ramach trzech kategorii:
- brivla — określają relację między obiektami lub pojęciami. Mogą być odpowiednikami zarówno rzeczowników, jak i czasowników. Zawsze kończą się samogłoską i zawierają wśród pierwszych pięciu liter grupę spółgłoskową.
- cmene — nazwy własne. Zawsze kończą się spółgłoską.
- cmavo — wyrazy strukturalne. Zwykle nie posiadają samodzielnego znaczenia, wyrażają przede wszystkim cechy gramatyczne, ale także m.in. emocje i liczby. W aktualnej wersji mają zawsze jedną z form: | .V | .VV | .V'V | CV | CVV | CV'V |

Wśród brivla wyróżnia się ok. 1300 gismu, pięcioliterowych wyrazów-rdzeni, które służą za podstawę do tworzenia wyrazów złożonych — lujvo. Wszystkie brivla, z wyjątkiem niektórych słów zapożyczonych (fu'ivla), mają co najmniej pięć liter.

## Składnia
Lojban jest oparty na rachunku predykatów.
Przykład:
Słowo podstawowe klama (pl: iść, poruszać się) wymaga pięciomiejscowego rządu. Pięć możliwych argumentów (ogólnie oznaczanych znakami x1 do x5) ma następujące znaczenie:
- x1 = poruszający się obiekt
- x2 = miejsce docelowe
- x3 = miejsce wyjścia
- x4 = miejsce, które się mija
- x5 = środek transportu

W zdaniu
```
(1) 
mi klama la paRIS. la xamburk. la keln. lo karce
```

klama oznacza więc, że
- mi (zaimek (jbo: pro-sumti) „ja“) jest obiektem, który się porusza,
- la paRIS („Paryż“) — celem (wielkie litery w ostatniej sylabie oznaczają akcent),
- la xamburk („Hamburg“) — miejscem, z którego rozpoczęło się podróż,
- la keln („Köln“) — miejscem, które się mija, a
- lo karce („samochód“) jest używanym środkiem transportu.

Na polski należy więc to zdanie przetłumaczyć jako
```
Jadę do Paryża z Hamburga przez Kolonię samochodem
```

Wyrazy strukturalne la i lo (a także le) to tak zwane „deskryptory“ określające bliżej następne słowo. la oznacza „coś co nazywa się x“. lo to deskryptor ogólny. Odpowiada mu zdanie „pewien x“. Oznacza, że określony tu obiekt jest samochodem, a nie czymś, co tylko tak nazwano. Deskryptor le odwołuje się do konkretnego obiektu, który mówiący ma na myśli: „ten x“.
Dalsze przykłady:
```
(2) la .alis. viska la bob.

    [nazwa własna:] Alice widzieć [nazwa własna:] Bob
    
Alice widzi Boba.
```

Słowo podstawowe viska wymaga trójmiejscowego rządu, przy czym x1 oznacza, kto coś widzi, a x2 - co jest widziane. Trzeciego miejsca (oznaczającego, w jakich okolicznościach coś jest widziane) nie uwzględniono, ponieważ nie odgrywa w tym wypadku żadnej roli. dunda (= „dać“) jest — jak w polskim — trójmiejscowe.
```
(3) mi dunda ti la bob.

    [zaimek:ja] dać [zaimek:to-tutaj] Bob
    
Ja daję to tutaj Bobowi.
```

Szyk zdania jest o tyle swobodny, o ile czasownik może być przesunięty w tył bez zmiany znaczenia. (Czasownik nie może bez dalszych zmian zostać przesuniętym na początek wypowiedzi. Por. przykład (6)).
```
(4) la .alis. la bob. viska 

    [nazwa własna:] Alice [nazwa własna:] Bob widzieć
    
Alice Boba widzi.
```

patfu (być ojcem) jest 2-miejscowe, przy czym x1 oznacza, kto jest ojcem, a x2 - o czyjego ojca chodzi. W lojbanie wszystkie konstrukcje, które w polskim wymagają łącznika „być“, oddaje się za pomocą pojedynczych słów.
```
(5) mi do patfu

    ja ty ojciec-być
    
Ja jestem twoim ojcem.
```

```
(6) ta xamgu

    to-tu dobry-być
    
To jest dobre (dla kogoś według określonych standardów).
```

xamgu jest trójmiejscowy ze strukturą „x1 jest dobre dla x2 według standardu x3“. Zawsze jest możliwe pominięcie miejsc na końcu, jeżeli nie są ważne albo można je określić z kontekstu. Te miejsca są jednak obecne implicite, naprawdę absolutna wypowiedź, jak „To jest dobre.“, nie jest w lojbanie bez dodatkowego zastrzeżenia możliwa.
Kiedy orzeczenie stoi na początku zdania, przyjmuje się, że x1 zostało pominięte:
```
(7) karce

    samochód-być
    
To jest samochód.

    albo: 
„Uwaga, samochód!“
```

## Przykładowy tekst
Fragment opowiadania Pleśń świata Bolesława Prusa.
mi pu kansa lo spatadni goi ko'a lenu diklo la'o py. Puławy .py .i mi'a zutse vi lo purdi lo ta'orstizu ni'a lo cambarda rokci noi se gacri lo mledi poi se tadju'i lemi tcecli se jikca no'u ko'a ca'o so'o nanca
ni'o mi te preti fi ledu'u zo'ekaunai te cinri ko'a le na'e dikni barna noi grusi jo'u fagyfesyska jo'u crino jo'u pelxu jo'uke pelxu joi xunre
.i ko'a catlu mi seci'o lenu senpi .i ku'i ko'a ja'e lenu berti lenu lo na'e certu no'u mi cu tavla cu co'a ciksi cusku
lu lei barna poi se viska do cu na'e jmive to'e se jinsa nagi'e girzu loi jmive .i ri noi na'eka'e se viska sepi'o lo kanla poi na se sidju cu jbena ce'o litru ce'o gletu ce'o se jbena ce'o .uenai morsi